# Jelonek (powiat gnieźnieński)
Jelonek – osada leśna w Polsce, położona w województwie wielkopolskim, w powiecie gnieźnieńskim, w gminie Niechanowo, Wchodzi w skład sołectwa Żelazkowo. Od zachodu graniczy z Gnieznem.
W latach 1975–1998 miejscowość administracyjnie należała do województwa poznańskiego.
Na terenie osady znajduje się przystanek kolejowy Jelonek Gnieźnieńskiej Kolei Wąskotorowej.